# Dirphia arianae
Dirphia arianae is een vlinder uit de onderfamilie Hemileucinae van de familie nachtpauwogen (Saturniidae).
De wetenschappelijke naam van de soort is voor het eerst geldig gepubliceerd door Ronald Brechlin & Frank Meister in 2013.

## Type
- holotype: "male, 21.XI.2011. leg. Romanov & Sinjaev. Barcode: BC-RBP-6289"
- instituut: MWM, München, later ondergebracht in de ZSM, München, Duitsland
- typelocatie: "Ecuador, Morona Santiago, road Gualaceo to Plan de Milagro, 2160 m., 03°01'24"S, 78°35'06"W"